# Brasiliatapaculo
Der Brasiliatapaculo (Scytalopus novacapitalis) auch Brasilia-Tapaculo ist eine Vogelart aus der Familie der Bürzelstelzer.

## Merkmale
Der Brasiliatapaculo wurde 1957 entdeckt und 1958 von Helmut Sick beschrieben. Ursprünglich wurde er als Unterart des Weißbrusttapaculo (Scytalopus indigoticus) angesehen, gilt aber seit 1960 eine eigene Art. Seine Größe beträgt etwa 11 cm und sein Gewicht 19 g. Das Gefieder ist dunkelgrau an der Unterseite und weißlich an der Oberseite mit einer mattgrauen Kehle und Brust sowie rötlichbraunen Schenkeln und Flanken. Die Farbe der Beine ist gelbrosa.

## Vorkommen und Lebensraum
Das Vorkommen des Brasiliatapaculo ist auf 6 Örtlichkeiten in der Umgebung von Brasília im Distrito Federal do Brasil sowie in Minas Gerais und Goiás beschränkt. Er ist in vielen Gebieten durch Feuer, Trockenlegung von Feuchtgebieten sowie Weidelandgewinnung recht selten geworden und steht deshalb auf der Vorwarnliste (near threatened) der IUCN. Im Serra-da-Canastra-Nationalpark im westlichen Minas Gerais lebt allerdings eine gut geschützte Population, so dass er noch nicht ernsthaft gefährdet ist. Sein Lebensraum sind sumpfige Galeriewälder und Cerrados in Höhenlagen von 1.000 bis 1.200 Metern. Er bewegt sich bevorzugt durch das feuchte Unterholz und ist deshalb schwer zu beobachten. Zudem ist er ein ungeschickter Flieger.

## Nahrung
Die Nahrung des Brasiliatapaculo besteht komplett aus Insekten.